# Dubitogomphus bidentatus
Dubitogomphus bidentatus är en trollsländeart som först beskrevs av Fraser 1930.  Dubitogomphus bidentatus ingår i släktet Dubitogomphus och familjen flodtrollsländor. IUCN kategoriserar arten globalt som otillräckligt studerad. Inga underarter finns listade i Catalogue of Life.